# Ljusdals BK
Ljusdals BK er en bandyklubb fra Ljusdal, Sverige. Klubben blev grundlagt i 1943, og har vundet det svenske mesterskab i bandy for herrer i 1975.